# Dali Mami
Dali Mami (in arabo دالي مامي‎?, Dālī Māmī; XVI secolo – XVI secolo) è stato un corsaro ottomano di origine albanese.
È stato un corsaro di galea del XVI secolo di origini albanesi greche, attivo in Algeria sotto il dominio dell'Impero ottomano, quando al governo c'era Hasan Pascià.
È conosciuto principalmente per aver assaltato col fratello Arnaut Mami - che terminò la sua carriera come capitano della flotta algerina - la galea El Sol il 26 settembre 1575 dalle parti di Marsiglia, catturando Miguel de Cervantes e suo fratello.
La crudeltà di Dali era famosa alla sua epoca. Le sue abitazioni erano piene di schiavi cristiani, solitamente mutilati di naso e orecchie. Si ritiene che fosse mite nelle punizioni corporali inflitte a Cervantes, data la grande quantità di denaro richiesta come riscatto (500 monete d'oro). Ad ogni modo, alcuni autori descrivono Cervantes messo in catene. Cervantes tentò più volte di fuggire.
È proprio negli scritti autobiografici di Cervantes che si possono trovare riferimenti a Dali e ai tentativi di fuga dello scrittore spagnolo.